# Zehnthofstraße (Düren)

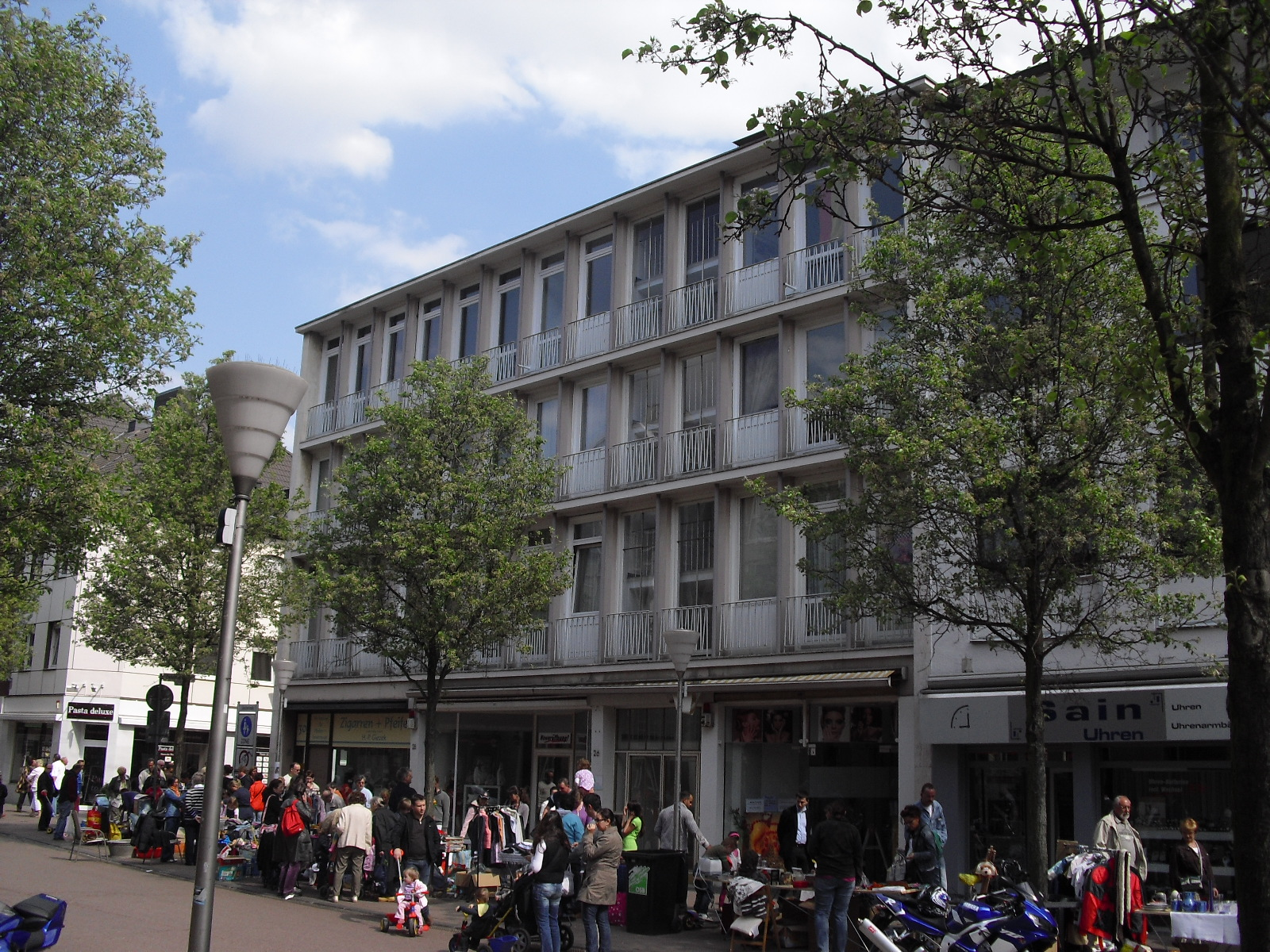
Das Wohn- und Geschäftshaus Zehnthofstraße 26–32

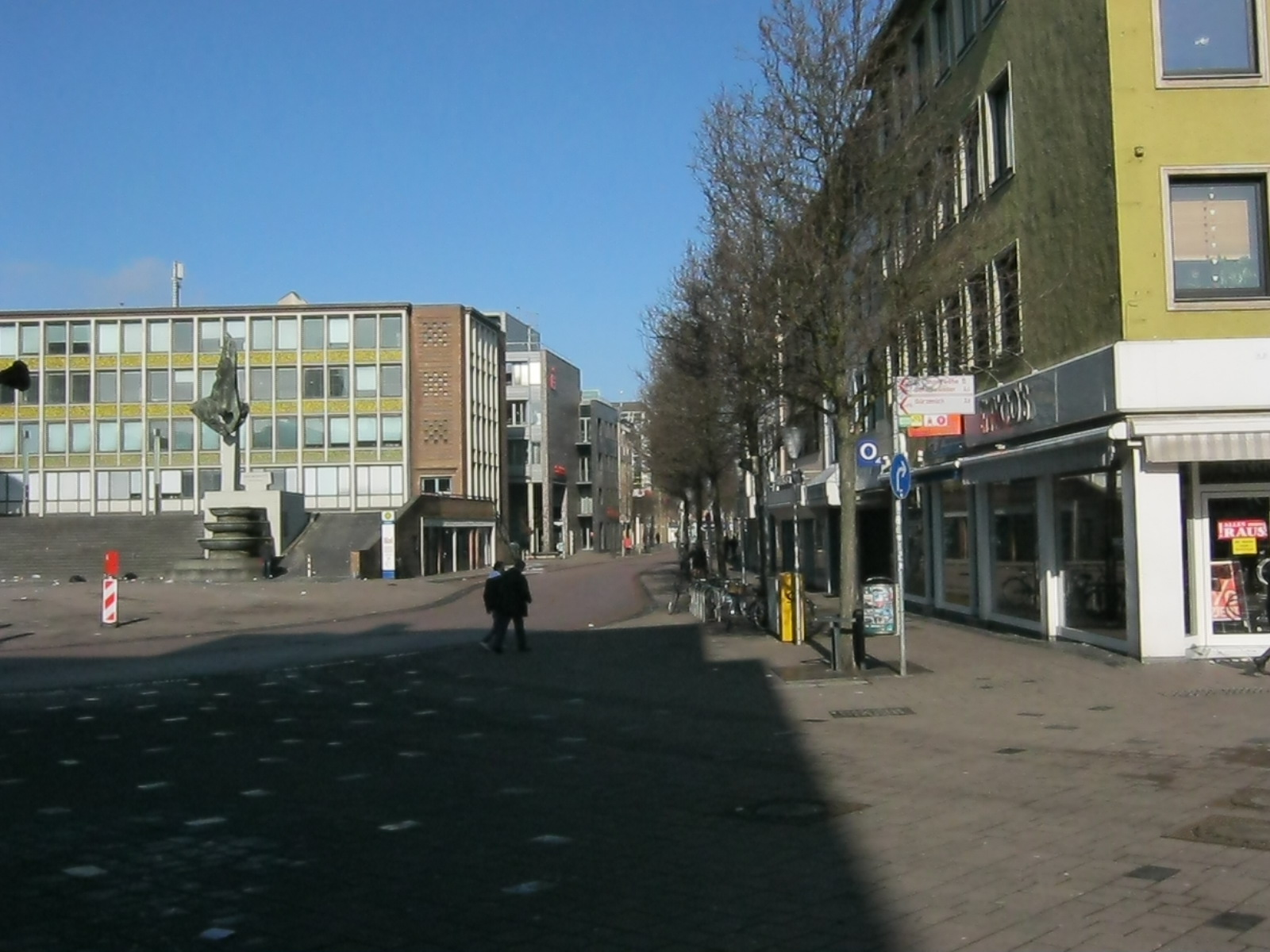
Die Zehnthofstraße vom Markt aus gesehen

Die Zehnthofstraße in der Kreisstadt Düren (Nordrhein-Westfalen) ist eine alte Innerortsstraße.
Die Straße verbindet den Kaiserplatz mit der Schenkelstraße. Die Zehnthofstraße ist für den Durchgangsverkehr gesperrt und darf nur von Bussen, Taxen und Anlieferverkehr (zu bestimmten Zeiten) befahren werden. Sie ist neben der parallel verlaufenden Wirtelstraße eine der Haupteinkaufsstraßen der Innenstadt. Die Zehnthofstraße ist durch die Fußgängerzone der Kleinen Zehnthofstraße direkt mit der Wirtelstraße verbunden.

## Geschichte
Schon im Jahre 888 wurde dem Aachener Marienstift sein Zehnter in Düren bestätigt. Der Zehnthof lag innerhalb der Dürener Stadtbefestigung am westlichen Ende der heutigen Zehnthofstraße. Die damalige Lage war schon im Stadtplan von Wenzel Hollar von 1634 eingezeichnet. Die Straße verlief vom Viehmarkt bis zum Wirteltor. Nach dem Säkularisation wurde Adam Mohren Eigentümer des Hofes, dessen Nachkommen das Gut über Generationen hinweg bewirtschafteten. Die Straße endete als Sackgasse an der Stadtmauer, die etwa parallel zur Schenkelstraße verlief. Erst am 10. Juni 1864 war durch den Abbruch der Stadtmauer ein Durchgang zur rechtwinklig verlaufenden Schenkelstraße möglich. Danach hieß das Straßenteilstück Mohrenstraße, benannt nach dem Pächter des Zehnthofes, der 1865 abgebrochen wurde. Die Mohrenstraße und die Zehnthofstraße wurden nach dem Beschluss des Stadtrates vom 6. Dezember 1898 gemeinsam in Zehnthofstraße umbenannt. Am 21. April 1891 wurde in der Straße das neue Gebäude des Stiftischen Gymnasiums eingeweiht. Es wurde beim Luftangriff vom 16. November 1944 völlig zerstört.
Von 1908 bis 1944 befuhr die Straßenbahn der Dürener Kreisbahn (DKB) die Zehnthofstraße. Die zweigleisige Strecke führte vom Markt zum Bahnhof, eine Haltestelle gab es in der Zehnthofstraße allerdings nicht. Die Strecke wurde nach dem Krieg nicht wieder aufgebaut.
Heute steht an der Ecke Zehnthofstraße/Schenkelstraße, dem ehemaligen Standort des Stiftischen Gymnasiums, das große Gebäude der Sparkasse Düren. Am anderen Straßenende an der Ecke Kaiserplatz steht das Rathaus. Das Wohn- und Geschäftshaus Zehnthofstraße 26–32 steht unter Denkmalschutz.